# Simon West

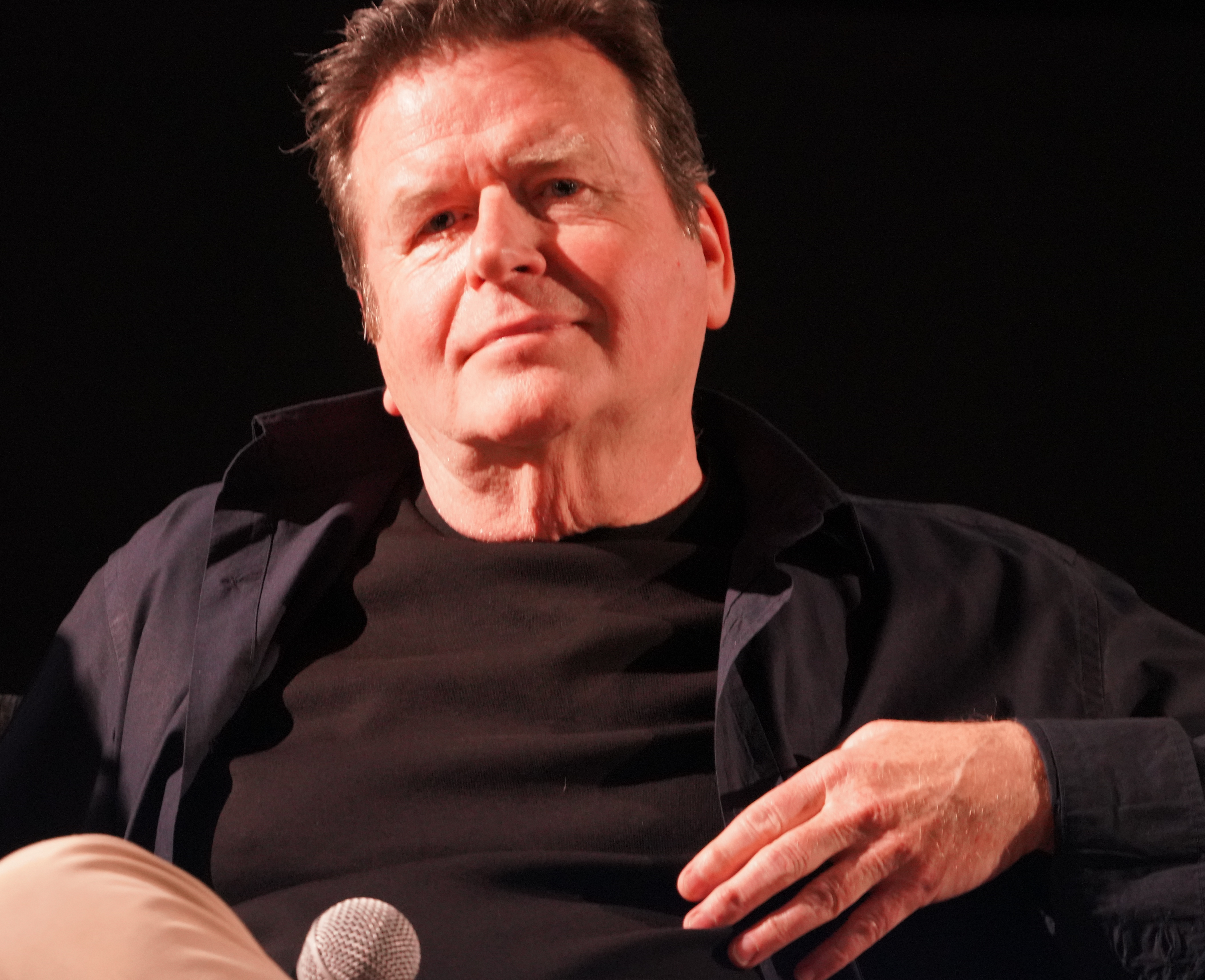
Simon West (2025)

Simon West (* 1961 in Letchworth Garden City, England) ist ein britischer Filmregisseur.

## Leben
Seine Karriere begann West bei der BBC in London. Später inszenierte er für zahlreiche Unternehmen wie etwa Budweiser Werbefilme, von denen einige mit Preisen ausgezeichnet wurden. Ende der 1980er Jahre emigrierte West in die USA, wo er weiterhin als Werberegisseur tätig war. 1997 schließlich gab West sein Debüt als Filmregisseur mit dem Actionthriller Con Air.

## Filmografie (Auswahl)

### Regie
- 1997: Con Air
- 1999: Wehrlos – Die Tochter des Generals (The General's Daughter)
- 2001: Lara Croft: Tomb Raider
- 2005: Close to Home (Fernsehserie, Episode 1x01)
- 2006: Unbekannter Anrufer (When a Stranger Calls)
- 2010: Human Target (Fernsehserie, Episode 1x01)
- 2011: The Cape (Fernsehserie, Episode 1x01)
- 2011: The Mechanic
- 2012: The Expendables 2
- 2012: Stolen
- 2015: Wild Card
- 2017: Gun Shy
- 2017: Stratton
- 2019:	Skyfire
- 2022: Ohne Grenzen (Miniserie) (Sin límites)
- 2024: Old Guy – Alter Hund mit neuen Tricks (Old Guy)
- 2025: Bride Hard

### Produzent
- 2015:	Night of the Living Dead: Darkest Dawn
- 2017: Gun Shy